# Sânbenedic, Alba
Sânbenedic (în maghiară Magyarszentbenedek, colocvial Szentbenedek, în germană Benedikt) este un sat în comuna Fărău din județul Alba, Transilvania, România.

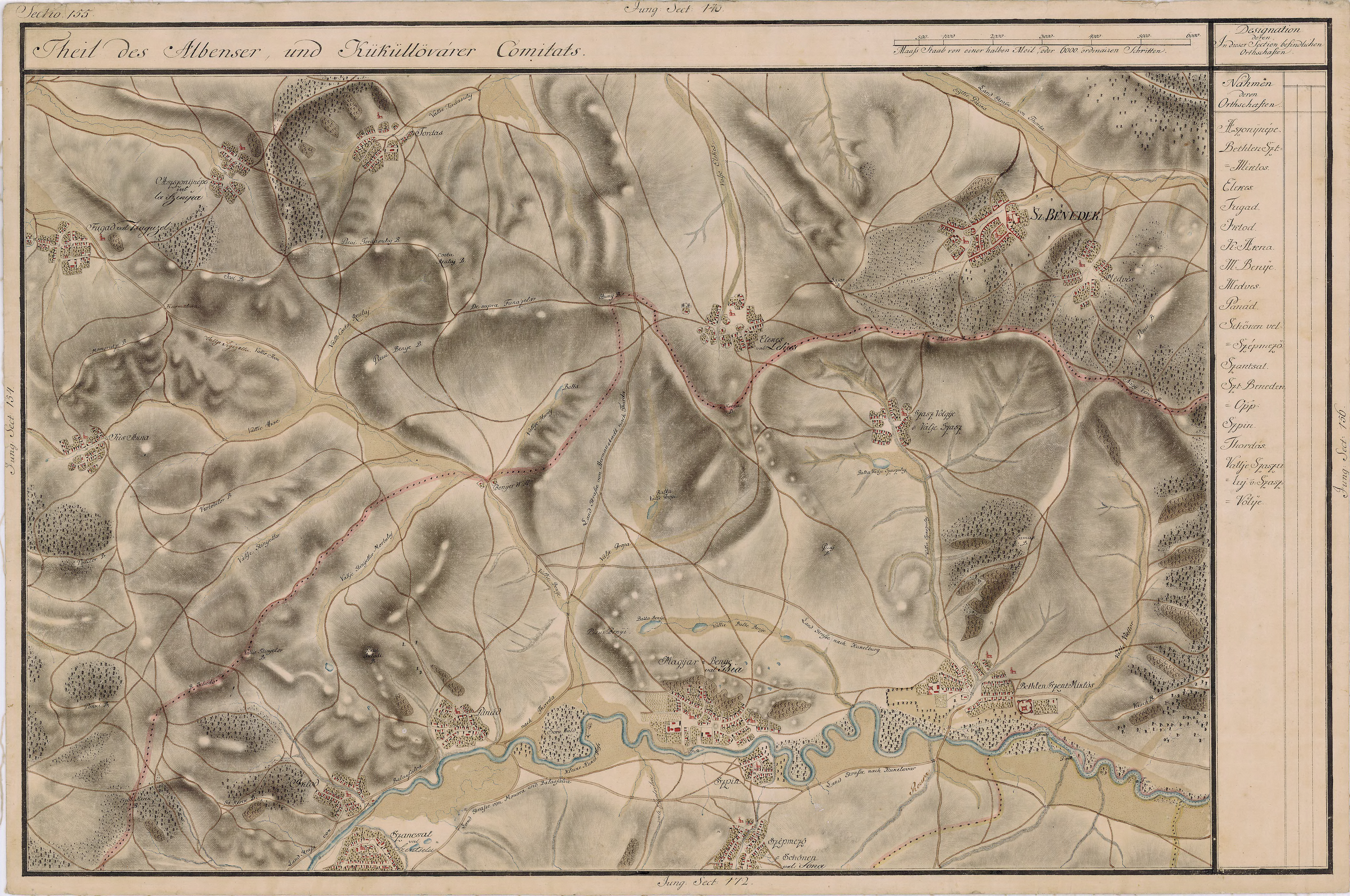
Sânbenedic (Sz.Benedek) pe Harta Iosefină a Transilvaniei, 1769-73 (Sectio 155)

## Istoric
Pe Harta Iosefină a Transilvaniei din 1769-1773 (Sectio 155) apare sub numele de Sz.Benedek.

## Lăcașuri de cult
Următoarele biserici din Sânbenedic sunt înscrise pe lista monumentelor istorice din județul Alba elaborată de Ministerul Culturii și Patrimoniului Național din România în anul 2010.
- Biserica de lemn "Sf. Nicolae" din Sânbenedic
- Biserica de lemn “Sf. Arhangheli” din Sânbenedic
- Biserica Unitariană